# 山形県第2区
山形県第2区（やまがたけんだい2く）は、日本の衆議院議員総選挙における選挙区。1994年（平成6年）の公職選挙法改正で設置。2002年（平成14年）に一部区割りの見直しが行われた。

## 区域

### 現在の区域
2002年（平成14年）公職選挙法改正以降の区域は以下のとおりである。2002年の区割り変更により、3区の一部が編入した。
- 米沢市
- 寒河江市
- 村山市
- 長井市
- 東根市
- 尾花沢市
- 南陽市
- 西村山郡
- 北村山郡
- 東置賜郡
- 西置賜郡

### 2002年以前の区域
1994年（平成6年）公職選挙法改正から2002年の小選挙区改定までの区域は以下のとおりである。
- 米沢市
- 寒河江市
- 長井市
- 南陽市
- 西村山郡
  - 西川町
  - 朝日町
  - 大江町
- 東置賜郡
- 西置賜郡

## 歴史
小選挙区制開始時、旧1区選出の現職であった近藤鉄雄と同じく旧1区選出の元職であった遠藤武彦が共に自由民主党公認での2区出馬を目指した。裁定の結果、近藤が自民党公認で選挙区から出馬し、遠藤武彦は民主党と新進党の支援を受け出馬。旧1区選出であった近藤の後援会組織が弱っていたこともあり、遠藤が当選した。近藤は落選後に引退。遠藤は当選後に自民党へ復党した。
その後は鉄雄の息子・近藤洋介と遠藤の議席争いが続いたが、遠藤は自らが代表を務める農業共済組合の不適切な補助金支給もあり2009年の第45回衆議院議員総選挙前に引退した。この選挙では近藤が対立候補をダブルスコアで下した。2012年・2014年の選挙では、自民党の鈴木憲和が近藤を下して当選している（近藤はどちらも比例復活で当選）。2017年の選挙でも鈴木が近藤を下して3選を果たし、敗れた近藤は比例復活もできずに落選した。
鈴木は2021年の選挙も国民民主党の候補者相手に快勝した。そして第2次岸田内閣 (第2次改造)では農水副大臣になったが、2024年の選挙でも鈴木は5選したものの、自民党の裏金問題の影響で国民民主党の菊池大二郎の比例復活当選を許す事となった。

## 小選挙区選出議員
| 選挙名                 | 年                 | 当選者   | 党派       |
| ---------------------- | ------------------ | -------- | ---------- |
| 第41回衆議院議員総選挙 | 1996年（平成8年）  | 遠藤武彦 | 無所属     |
| 第42回衆議院議員総選挙 | 2000年（平成12年） | 遠藤武彦 | 自由民主党 |
| 第43回衆議院議員総選挙 | 2003年（平成15年） | 遠藤武彦 | 自由民主党 |
| 第44回衆議院議員総選挙 | 2005年（平成17年） | 遠藤武彦 | 自由民主党 |
| 第45回衆議院議員総選挙 | 2009年（平成21年） | 近藤洋介 | 民主党     |
| 第46回衆議院議員総選挙 | 2012年（平成24年） | 鈴木憲和 | 自由民主党 |
| 第47回衆議院議員総選挙 | 2014年（平成26年） | 鈴木憲和 | 自由民主党 |
| 第48回衆議院議員総選挙 | 2017年（平成29年） | 鈴木憲和 | 自由民主党 |
| 第49回衆議院議員総選挙 | 2021年（令和3年）  | 鈴木憲和 | 自由民主党 |
| 第50回衆議院議員総選挙 | 2024年（令和6年）  | 鈴木憲和 | 自由民主党 |

## 選挙結果
時の内閣：第1次石破内閣 解散日：2024年10月9日 公示日：2024年10月15日
当日有権者数：30万919人 最終投票率：62.74%（前回比：2.97%） （全国投票率：53.85%（2.08%））
| 当落 | 候補者名   | 年齢 | 所属党派     | 新旧 | 得票数    | 得票率 | 惜敗率 | 推薦・支持 | 重複 |
| ---- | ---------- | ---- | ------------ | ---- | --------- | ------ | ------ | ---------- | ---- |
| 当   | 鈴木憲和   | 42   | 自由民主党   | 前   | 105,416票 | 56.65% | ――     | 公明党推薦 | ○    |
| 比当 | 菊池大二郎 | 42   | 国民民主党   | 新   | 56,359票  | 30.29% | 53.46% |            | ○    |
|      | 二藤部冬馬 | 42   | れいわ新選組 | 新   | 15,811票  | 8.50%  | 15.00% |            | ○    |
|      | 岩本康嗣   | 59   | 日本共産党   | 新   | 8,496票   | 4.57%  | 8.06%  |            |      |

時の内閣：第1次岸田内閣 解散日：2021年10月14日 公示日：2021年10月19日
当日有権者数：31万3967人 最終投票率：65.71%（前回比：0.08%） （全国投票率：55.93%（2.25%））
| 当落 | 候補者名 | 年齢 | 所属党派   | 新旧 | 得票数    | 得票率 | 惜敗率 | 推薦・支持 | 重複 |
| ---- | -------- | ---- | ---------- | ---- | --------- | ------ | ------ | ---------- | ---- |
| 当   | 鈴木憲和 | 39   | 自由民主党 | 前   | 125,992票 | 61.84% | ――     | 公明党推薦 | ○    |
|      | 加藤健一 | 40   | 国民民主党 | 新   | 77,742票  | 38.16% | 61.70% |            | ○    |

時の内閣：第3次安倍第3次改造内閣 解散日：2017年9月28日 公示日：2017年10月10日
当日有権者数：32万8854人 最終投票率：65.63%（前回比：4.54%） （全国投票率：53.68%（1.02%））
| 当落 | 候補者名 | 年齢 | 所属党派   | 新旧 | 得票数    | 得票率 | 惜敗率 | 推薦・支持 | 重複 |
| ---- | -------- | ---- | ---------- | ---- | --------- | ------ | ------ | ---------- | ---- |
| 当   | 鈴木憲和 | 35   | 自由民主党 | 前   | 109,949票 | 51.64% | ――     | 公明党     | ○    |
|      | 近藤洋介 | 52   | 希望の党   | 前   | 92,035票  | 43.23% | 83.71% |            | ○    |
|      | 岩本康嗣 | 52   | 日本共産党 | 新   | 10,923票  | 5.13%  | 9.93%  |            |      |

- 近藤は2019年11月、米沢市長選挙に立候補したが落選。その後、2023年11月の米沢市長選挙に立候補し当選。

時の内閣：第2次安倍改造内閣 解散日：2014年11月21日 公示日：2014年12月2日
当日有権者数：33万1726人 最終投票率：61.09%（前回比：5.03%） （全国投票率：52.66%（6.66%））
| 当落 | 候補者名   | 年齢 | 所属党派   | 新旧 | 得票数   | 得票率 | 惜敗率 | 推薦・支持 | 重複 |
| ---- | ---------- | ---- | ---------- | ---- | -------- | ------ | ------ | ---------- | ---- |
| 当   | 鈴木憲和   | 32   | 自由民主党 | 前   | 97,915票 | 49.10% | ――     | 公明党     | ○    |
| 比当 | 近藤洋介   | 49   | 民主党     | 前   | 90,420票 | 45.34% | 92.35% |            | ○    |
|      | 白根沢澄子 | 64   | 日本共産党 | 新   | 11,086票 | 5.56%  | 11.32% |            |      |

時の内閣：野田第3次改造内閣 解散日：2012年11月16日 公示日：2012年12月4日
当日有権者数：33万7290人 最終投票率：66.12%（前回比：9.10%） （全国投票率：59.32%（9.96%））
| 当落 | 候補者名 | 年齢 | 所属党派     | 新旧 | 得票数    | 得票率 | 惜敗率 | 推薦・支持 | 重複 |
| ---- | -------- | ---- | ------------ | ---- | --------- | ------ | ------ | ---------- | ---- |
| 当   | 鈴木憲和 | 30   | 自由民主党   | 新   | 100,744票 | 46.06% | ――     | 公明党     | ○    |
| 比当 | 近藤洋介 | 47   | 民主党       | 前   | 81,832票  | 37.41% | 81.23% |            | ○    |
|      | 川野裕章 | 53   | 日本維新の会 | 新   | 26,358票  | 12.05% | 26.16% |            | ○    |
|      | 岩本康嗣 | 47   | 日本共産党   | 新   | 9,809票   | 4.48%  | 9.74%  |            |      |

時の内閣：麻生内閣 解散日：2009年7月21日 公示日：2009年8月18日
当日有権者数：34万4315人 最終投票率：75.22%（前回比：0.18%） （全国投票率：69.28%（1.77%））
| 当落 | 候補者名 | 年齢 | 所属党派   | 新旧 | 得票数    | 得票率 | 惜敗率 | 推薦・支持 | 重複 |
| ---- | -------- | ---- | ---------- | ---- | --------- | ------ | ------ | ---------- | ---- |
| 当   | 近藤洋介 | 44   | 民主党     | 前   | 166,287票 | 65.53% | ――     |            | ○    |
|      | 鈴木啓功 | 42   | 自由民主党 | 新   | 80,995票  | 31.92% | 48.71% |            | ○    |
|      | 後藤克彦 | 44   | 幸福実現党 | 新   | 6,459票   | 2.55%  | 3.88%  |            |      |

時の内閣：第2次小泉改造内閣 解散日：2005年8月8日 公示日：2005年8月30日
当日有権者数：35万1420人 最終投票率：75.40%（前回比：6.08%） （全国投票率：67.51%（7.65%））
| 当落 | 候補者名 | 年齢 | 所属党派   | 新旧 | 得票数    | 得票率 | 惜敗率 | 推薦・支持 | 重複 |
| ---- | -------- | ---- | ---------- | ---- | --------- | ------ | ------ | ---------- | ---- |
| 当   | 遠藤武彦 | 66   | 自由民主党 | 前   | 142,342票 | 54.84% | ――     |            | ○    |
| 比当 | 近藤洋介 | 40   | 民主党     | 前   | 117,211票 | 45.16% | 82.34% |            | ○    |

時の内閣：第1次小泉第2次改造内閣 解散日：2003年10月10日 公示日：2003年10月28日 最終投票率：69.33% （全国投票率：59.86%（2.63%））
| 当落 | 候補者名 | 年齢 | 所属党派   | 新旧 | 得票数    | 得票率 | 惜敗率 | 推薦・支持 | 重複 |
| ---- | -------- | ---- | ---------- | ---- | --------- | ------ | ------ | ---------- | ---- |
| 当   | 遠藤武彦 | 65   | 自由民主党 | 前   | 124,591票 | 51.80% | ――     |            | ○    |
| 比当 | 近藤洋介 | 38   | 民主党     | 新   | 106,846票 | 44.42% | 85.76% |            | ○    |
|      | 横山賢二 | 45   | 日本共産党 | 新   | 9,094票   | 3.78%  | 7.30%  |            |      |

時の内閣：第1次森内閣 解散日：2000年6月2日 公示日：2000年6月13日 （全国投票率：62.49%（2.84%））
| 当落 | 候補者名 | 年齢 | 所属党派   | 新旧 | 得票数   | 得票率 | 惜敗率 | 推薦・支持 | 重複 |
| ---- | -------- | ---- | ---------- | ---- | -------- | ------ | ------ | ---------- | ---- |
| 当   | 遠藤武彦 | 61   | 自由民主党 | 前   | 93,819票 | 51.26% | ――     |            | ○    |
|      | 近藤洋介 | 35   | 無所属     | 新   | 77,491票 | 42.34% | 82.60% |            | ×    |
|      | 太田俊男 | 46   | 日本共産党 | 新   | 11,718票 | 6.40%  | 12.49% |            |      |

- 近藤は落選後、民主党入りした。

時の内閣：第1次橋本内閣 解散日：1996年9月27日 公示日：1996年10月8日 （全国投票率：59.65%（8.11%））
| 当落 | 候補者名 | 年齢 | 所属党派   | 新旧 | 得票数   | 得票率 | 惜敗率 | 推薦・支持     | 重複 |
| ---- | -------- | ---- | ---------- | ---- | -------- | ------ | ------ | -------------- | ---- |
| 当   | 遠藤武彦 | 58   | 無所属     | 元   | 94,211票 | 50.91% | ――     | 新進党・民主党 | ×    |
|      | 近藤鉄雄 | 67   | 自由民主党 | 前   | 74,500票 | 40.26% | 79.08% |                |      |
|      | 岩本康嗣 | 31   | 日本共産党 | 新   | 8,993票  | 4.86%  | 9.55%  |                |      |
|      | 千葉常義 | 63   | 新社会党   | 新   | 7,356票  | 3.97%  | 7.81%  |                | ○    |

- 遠藤は当選後、自民党入りした。